# Appana minor
Appana minor là một loài bướm đêm trong họ Noctuidae.